# Niagań
Niagań (ros. Нягань) – miasto w Rosji, w Chanty-Mansyjskim Okręgu Autonomicznym - Jugrze. Ośrodek przemysłu naftowego i drzewnego.

## Demografia
- 2010 – 54 903[2]
- 2021 – 58 733[1]

## Historia
W 1954 r. niedaleko dzisiejszego miasta założono osadę drwali Niagań (obecnie nosi ona nazwę Stary Niagań). W 1965 r. w jej pobliżu założono osadę Niach, która stała się zaczątkiem obecnego miasta. Szybki rozwój miasta nastąpił w latach 70. w związku z odkryciem i eksploatacją złóż ropy naftowej i gazu ziemnego. Obecnie przemysł naftowy stanowi główną gałąź gospodarki miasta.
W 1985 r. Niagań otrzymał prawa miejskie.
W 1987 r. urodziła się tutaj tenisistka Marija Szarapowa.